# Lambeg Drum

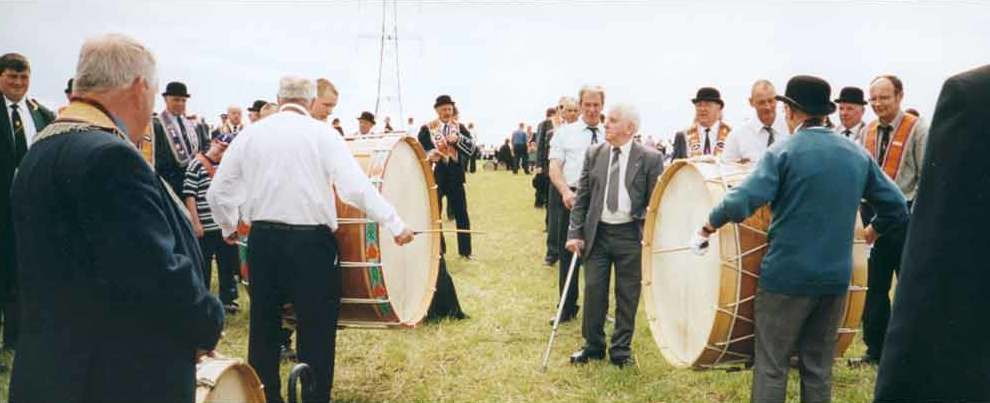
Lambeg drumming im County Tyrone 2002

Die Lambeg drum (irisch Druma Lann Bheag) ist eine nordirische, mit zwei Bambusstöcken geschlagene Zylindertrommel. Sie wird wie andere in der Marschmusik gespielte große Trommeln senkrecht vor der Brust getragen. Ihr Durchmesser beträgt im Durchschnitt 90 cm, die Tiefe 65 cm. Sie wird hauptsächlich bei Trommelwettbewerben gespielt, außerdem ist sie Teil von Paraden nordirischer Protestanten wie dem Oranier-Orden.
Die Herkunft der Trommel ist unklar. Die Lambeg drum könnte nach diversen Erzählungen im 17. Jahrhundert mit englischen Siedlern oder mit der Armee Wilhelms von Oranien nach Nordirland gekommen sein. Sie ähnelt der Basler Trommel jener Zeit, deren Form in Nordirland nach und nach immer größer gebaut wurde.
Die Lambeg drum ist nach dem Dorf Lambeg im County Antrim bei Belfast benannt, wo sie um 1894 möglicherweise erstmals mit Bambusstöcken gespielt wurde. Ältere, kleinere Trommeln wurden mit Schlägeln aus Buchsbaumholz geschlagen.